# Tim Easton
Tim Easton es un músico de rock y folk estadounidense. Como solista ha publicado alrededor de ocho discos desde 1997. También fue uno de los fundadores del trío Easton, Stagger and Phillips, conformado por él y los músicos Leeroy Stagger y Evan Phillips.

## Discografía

### Solista
- Special 20 (1998)
- The Truth About Us (2001)
- Break Your Mother's Heart (2003)
- Ammunition (2006)
- Porcupine (2009)
- Beat the Band (2011)
- Tim Easton: Since 1966 | Volume 1 (2011)
- Not Cool (2013)
- American Fork (2016)

### Easton, Stagger and Phillips
- One for the Ditch (2008)
- Resolution Road (2014)